# Hitra cesta H4
Die Hitra cesta H4 (slowenisch für ,Schnellstraße H4‘)  ist eine Schnellstraße in Slowenien. Sie verläuft vom Knoten Nanos an der A1 bis an die italienische Grenze bei Vrtojba.
Mit dem Bau wurde 1990 begonnen, die vollständige Eröffnung fand im August 2009 statt. Die H4 ist mit rund 42,8 km Länge die längste Schnellstraße Sloweniens und verbindet Nova Gorica mit der Hauptstadt Ljubljana. Betrieben wird die Schnellstraße von der slowenischen Autobahngesellschaft DARS.